# Karen McCombieová
Karen McCombieová (* 28. srpna 1963 Aberdeen, Skotsko, Spojené království) je současná skotská spisovatelka. Píše knihy pro mládež, zejména pro dívky. Bydlí v severním Londýně se svým manželem malou dcerkou a dvěma kočkami, kam ji přitáhla práce v různých časopisech a po pár letech působení ve světě žurnalistky se Karen začala věnovat beletrii.
Mezi díla, která jsou známá i v ČR, patří například série knih Alice a..., Stella a..., Rockerka Sadie. Pak ještě jednotlivé knihy (např. Můj bláznivý Valentýn, Sestra, co svět neviděl aj.)
Jsou to díla o puberťačkách, které prožívají příhody běžného života.
Ze série Alice a... v ČR vyšly knihy těchto titulů:
- Dóóóst dobrá rodinka
- Dóóóst dobrý rande
- Dóóóst dobrá ségra
- Dóóóst dobrý kámoši
- Dóóóst dobrý úlety
- Dóóóst dobrý šoky
- Dóóóst dobrý mejdlo
- Dóóóst dobrej vopruz
- Dóóóst dobrá schíza
- Dóóóst dobrý zmatky
- Dóóóst dobrej stresík
- Dóóóst dobrá partička
- Dóóóst dobrej hepáč
- Dóóóst dobrý Vánoce
- Dóóóst dobrý lovestory